# Странники терпенья
«Странники терпенья» — российский триллер режиссёра Владимира Аленикова. Фильм снят по одноимённому роману Владимира Аленикова. Премьера фильма состоялась 26 августа 2018 года на международном кинофестивале в канадском Монреале. В России фильм вышел в прокат 14 мая 2020 года.

## Сюжет
Андрей — успешный и талантливый мастер фотографии ведёт подготовку к участию в престижной выставке. Он знакомится с глухонемой девушкой Мариной, которая стала моделью для его фоторабот. Съёмки в его доме затягиваются на ночь, на следующий день и далее, а юная муза превращается в пленницу. И пока мастер не достигнет желаемого — он Марину просто так отсюда не выпустит.

## В ролях
| Актёр                 | Роль                       |
| --------------------- | -------------------------- |
| Константин Лавроненко | Андрей Берг                |
| Майя Шопа             | Марина                     |
| Александр Рапопорт    | Александр                  |
| Наталия Фиссон        | Светлана                   |
| Ольга Страда          | Сильвия                    |
| Ирина Фролова         | переводчица с итальянского |
| Павел Демьянов        | Жак Паскье                 |
| Варвара Рябова        | Ольга                      |
| Евгений Данчевский    | священник                  |
| Александр Конев       | Коля                       |
| Ульяна Лукина         | Вера                       |
| Александр Ленин       | контролёр энергосбыта      |
| Владлена Осичкина     | Таня подруга Марины        |

## Награды
- Приз «За лучшую женскую роль» на Всемирном кинофестивале в Монреале, 2018 году;
- Приз Прессы «За глубинное раскрытие образа Художника» на XVI Открытом Российском фестивале кино и театра «Амурская осень» в Благовещенске;
- Приз «За лучшую режиссёрскую работу» на VIII Международном кинофестивале «Просто хорошее кино» в Ярославле;
- Приз «За лучшую режиссёрскую работу» на III Международном кинофестивале SIFFA в Сочи;
- Приз «За лучшую женскую роль» на III Международном кинофестивале SIFFA в Сочи;
- Премия «Независимое искусство — 2019» в номинации «Кино».